# Dominik Schmitt

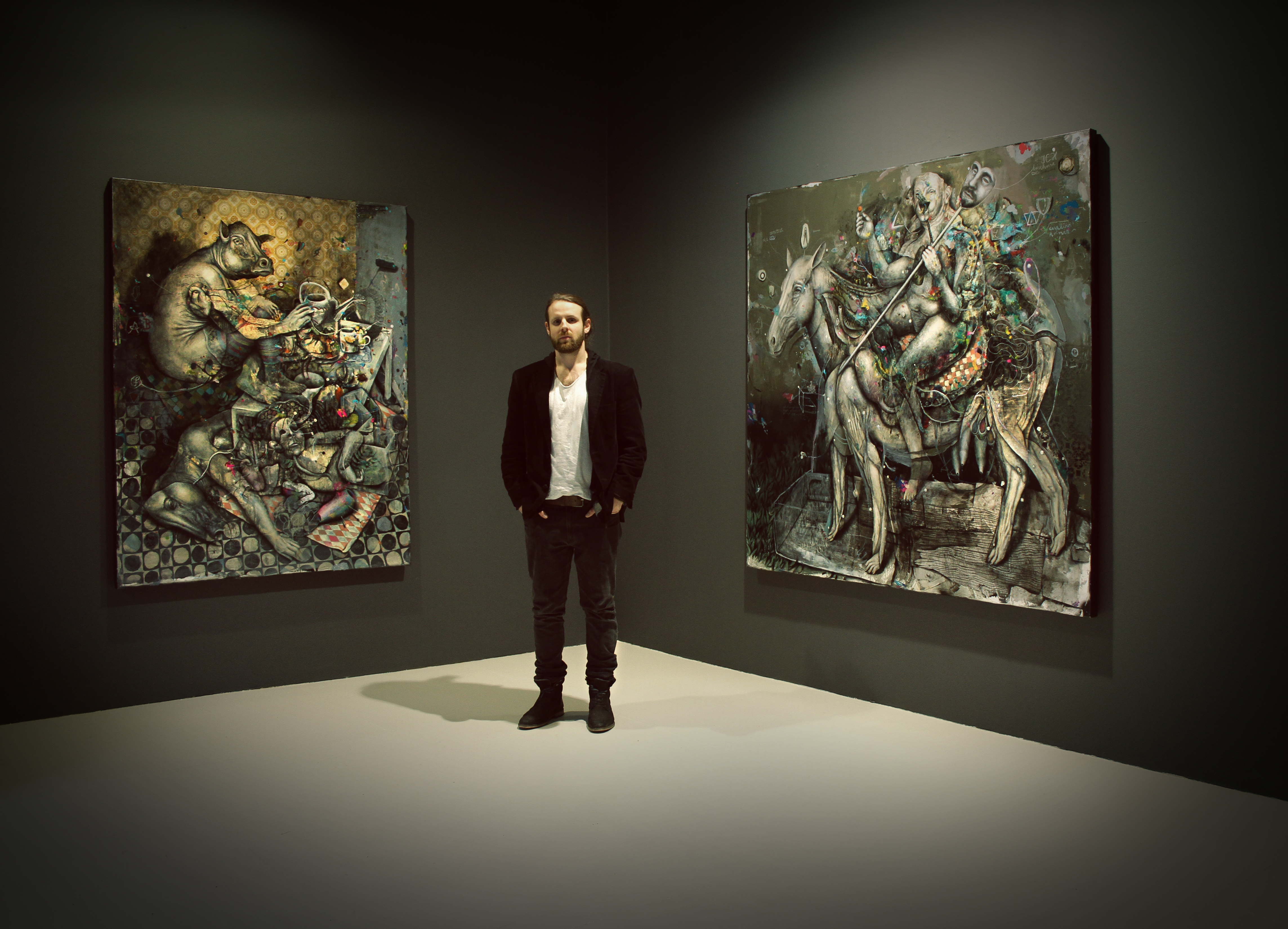
Dominik Schmitt in der Janinebeangallery, Berlin 2017

Dominik Schmitt (* 4. Oktober 1983 in Neustadt an der Weinstraße) ist ein deutscher Künstler. Sein Werk umfasst vor allem Malerei und Video, aber auch Plastik, Zeichnung, Installation, Musik und Lyrik. Thematisch beschäftigt er sich dabei mit Subjektivität sowie Fragen nach der Kunst und deren Begrifflichkeit. Schmitt lebt und arbeitet in Landau in der Pfalz und Karlsruhe.

## Leben
Schmitt lebte mit seinen Eltern und seinem Bruder in Haßloch und später in Neidenfels in Rheinland-Pfalz. Das Interesse für das Zeichnen begann im Kindesalter. Im Jahr 1989 zog die Familie nach Lambrecht, wo Schmitt aufwuchs und ab 1994 im benachbarten Neustadt an der Weinstraße das Käthe-Kollwitz-Gymnasium besuchte. Im Alter von 17 Jahren, im Jahr 2000, nahm Schmitt erstmals an einer Gruppenausstellung in einem alten Fabrikgebäude in Lambrecht teil. Nach dem Abitur begann Schmitt ab dem Wintersemester 2005/2006 an der Universität Koblenz-Landau Bildende Kunst und Kunstwissenschaft, Biologie und Bildungswissenschaften zu studieren. Unter der Leitung des Dozenten Günther Berlejung begann er seinen Stil zu entwickeln. Durch Stipendien, Ausstellungen und seine Filmarbeit (ab 2010) pausierte er einige Semester. Im Jahr 2013 schloss er mit dem ersten Staatsexamen ab. Im gleichen Jahr immatrikulierte er sich wieder, um sein Examen konsekutiv, um den Master zu erweitern. Er schloss 2015 ab, ging jedoch nicht ins Lehramt.

## Werk

### Malerei/Zeichnung
Schmitt begann schon als Kind eine umfangreiche Sammlung an sehr unterschiedlichen Zeichnungen anzulegen. Im Alter von 16 Jahren experimentierte er mit Acrylmalerei auf Holz. Im Jahr 2001 erregte er zum ersten Mal Aufsehen durch sein Gemälde „der 11. September“, welches von der Verbandsgemeinde Lambrecht angekauft wurde. In der Apokalypse-Ausstellung des Kunstvereins Neustadt in der Saalbau Galerie zeigte er sein erstes großes Gemälde auf Holz „der letzte Tag“. Das Bild zeigt eine Vision, in der hunderte Menschen von Engeln getötet und ihrer Kinder beraubt werden.
Durch die neuen Platzverhältnisse ab 2005 im Atelier der damaligen Universität Koblenz-Landau und die verschiedenen Einflüsse im Studium entwickelte er um das Jahr 2008 einen eigenen Stil, indem er verstärkt begann, sich selbst und sein Umfeld durch Tiere und eigene Symbole zu thematisieren. Schmitt selbst datiert diese Phase auf Sommer 2009 und benennt sie als „Selbstgeburt“, was er auch als Titel für einige Ausstellungen, Bilder und Texte verwendet. Der Begriff meint, so Schmitt, die eigene Geburt in die Bilderwelt, in die Kunst. Dieses Motiv setzt sich in seinen Arbeiten fort und intensiviert sich bis zur Darstellung seines eigenen nackten Körpers. Die Kombination mit dem Attribut „Heiliger“ zeigt zum einen Religionskritik und zugleich deren Spiegelung als moralische Instanz mit ausgetauschten Protagonisten und verfremdeter bzw. eigener Thematik. Im Jahr 2010 werden Werke von Schmitt wegen religiöser Provokation aus zwei Ausstellungen entfernt.

### Film
Im Jahr 2010 veröffentlichte Schmitt seinen ersten Pixilation-Kurzfilm in der Thematik seiner Bilder: Plazenta. Dieser besteht aus 6000 Fotos und zeigt Schmitt selbst in einer bizarren Handlung umgeben von Tieren, die man aus seiner Malerei kennt. Der Film gewinnt mehrere Preise und wird unter anderem auf einem Internationalen Kurzfilmfestival in der Kunsthalle Mannheim und im Jahr 2011 im Museum für Gegenwartskunst in Istanbul, dem Istanbul Modern, gezeigt. Im selben Jahr begann er ebenfalls, Malereien und Zeichnungen in der Stop-Motion-Technik zu animieren. Im November 2012 veröffentlichte er seinen ersten Zeichentrickfilm Paradigma, aus über 10000 gemalten Einzelphasen. Der Film handelt in sieben Kapiteln und einem Prolog ebenfalls die Thematik seiner Malerei ab. Seit 2012 animiert Schmitt Bühnenbilder für befreundete Bands, Musik- und Kulturveranstaltungen in seinem Malerei-Stop-Motion-Stil.
Filmografie (Auswahl)
- 2001: Ein Mann mit einem Schild (Kurzfilm)
- 2004: Abtreibung (Dokumentation)
- 2010: Plazenta (Kurzfilm)
- 2011: Janein (Animierte Malerei)
- 2012: Paradigma (Zeichentrick-Kurzfilm)
- 2013: 4-Tagesdusche (Videoinstallation)
- 2013: Lluvia – Fallen Leaf (Musikvideo)

### Kooperation mit Musikern
Im Jahr 2010 arbeitete Schmitt mit der Post-Rock-Band Her Name is Calla aus England zusammen. Er entwarf das Cover der Single Maw (2011); dafür steuerte die Band fast die komplette Musik und Sounds für seinen Kurzfilm Paradigma bei. Seit 2012 ergaben sich weitere CD-Covers, unter anderem für das 2014 erschienene Debütalbum „Mine“ der deutschen Sängerin Mine. Im gleichen Jahr gestaltet Schmitt ein weiteres Cover für Her Name is Calla – diesmal für das Album „Navigator“.

## Ausstellungen

### Einzelausstellungen (Auswahl)
- 2024: Miami, The CAMP Gallery, "From darkness comes color"
- 2023: Wien, Galerie Felix Höller, „sirius“
- 2023: Hamburg, Galerie Bludin Berisha
- 2022: Landau in der Pfalz, Städtische Galerie Villa Streccius
- 2022: Westport, The CAMP Gallery
- 2019: Wien, Galerie Felix Höller, „sirius“
- 2019: Karlsruhe, Galerie ARTLETstudio „Insideout“
- 2019: Biel, Galerie 95, „fragenzirkus“
- 2018: Wien, Galerie Felix Höller, „anatomie der vernunft“
- 2018: Offenbach am Main, Galerie Thomas Hühsam, „kausalkanon“
- 2017: Wien, Galerie Felix Höller, „ad absurdum“
- 2015: Frankenthal, Kunsthaus Frankenthal, (Kunstverein Die Treidler), „dunkelbunt“
- 2015: Rockenhausen, Museum Kahnweilerhaus, „KRIEG“
- 2012: Mannheim, Alte Feuerwache (Mannheim) „Lange Nacht der Museen“
- 2012: Neustadt an der Weinstraße, Villa Böhm „Selbstgeburt“

### Messen (Auswahl)
- 2024: Basel, Volta Art Fair
- 2024: Wien, Art Austria
- 2024: Kopenhagen, Enter Art Fair
- 2023: Miami, Art Miami
- 2023: Wien, Art Austria Highlights
- 2023: Karlsruhe, Art Karlsruhe
- 2022: Karlsruhe, Art Karlsruhe
- 2021: Miami Beach, SCOPE Miami Beach
- 2020: Hamptons, Hamptons Art Fair
- 2020: Köln, Discovery Art Fair.Virtual
- 2019: New York, SCOPE Art Fair
- 2019: Basel, Basel Contemporary
- 2019: Frankfurt, Discovery Art Fair
- 2018: Palm Beach (USA), Art Palm Beach
- 2018: Basel, SCOPE Art Fair
- 2017: Basel, SCOPE Art Fair
- 2014: Paris, Grand Palais, „Foire internationale d’art contemporain“

### Gruppenausstellungen (Auswahl)
- 2020: Offenbach am Main (Ger), Kunstverein Offenbach, „Sammlung Karminsky“
- 2020: Offenbach am Main (Ger), Galerie Thomas Hühsam, „Mit Kunst infiziert“
- 2019: Miami, The Directed Art Modern
- 2019: Wien, Galerie Felix Höller
- 2018: Berlin, janinebeangallery „strange matter“
- 2018: Częstochowa, Miejska Galeria Sztuki, „INCIDENT ACCIDENT“
- 2018: Berlin, Museum für moderne Kunst, Berlinische Galerie
- 2018: Münster, Galerie ARTLETstudio „a symbolic summer“
- 2017: Münster, Galerie ArtletStudio, „halbdunkel“
- 2017: Berlin, janinebeangallery „Begegnungen“
- 2017: Paris, Maison Européenne de la Photographie
- 2017: Berlin, Museum für moderne Kunst, Berlinische Galerie
- 2017: Berlin, mianki.gallery
- 2017: Büdelsdorf, NordArt 2017
- 2017: Berlin, janinebeangallery, „Dominik Schmitt & Daniel Harms“
- 2017: Ludwigshafen, Kunstverein Ludwigshafen „Emy Roeder Preis 2017“
- 2016: Offenbach am Main, Galerie Thomas Hühsam, „Schwindelsicht“
- 2016: Köln, Galerie Luzia Sassen
- 2016: Neustadt, Mußbach, Kunsthalle Herrenhof, „Vier der Besten im Südwesten“
- 2015: Paris, Palais des Musées d’art moderne, „Palais de Tokyo“
- 2015: Wien, Palais Kinsky
- 2014: Paris, Palais des Musées d’art moderne, „Palais de Tokyo“
- 2014: Kaiserslautern, Museum Pfalzgalerie Kaiserslautern, „Apokalypse Now!“
- 2014: Ludwigshafen, Stadtmuseum, „Armorika“
- 2014: Offenbach am Main, Galerie Thomas Hühsam, „Variation“
- 2014: Ludwigshafen, Wilhelm-Hack-Museum, „Regionale 2014“
- 2013: Landau, Städtische Galerie Villa Streccius „Frisch(E)Kunst“
- 2013: Tarnowskie Góry (Polen), Galeria Pod-Nad
- 2013: Częstochowa (Polen), ADJ Galeria Jan Dlugosz University
- 2013: Offenbach am Main, Galerie Thomas Hühsam
- 2013: Swansea (UK), Glynn Vivian Art Gallery
- 2012: Kaiserslautern, Museum Pfalzgalerie Kaiserslautern „Pfalzpreis für Malerei 2012“
- 2011: Mannheim, Kunsthalle Mannheim „Kunst vs Party“
- 2011: Mußbach, Kunsthalle: Herrenhof (Mußbach) „Bildlabor“
- 2011: Heidelberg, Galerie Melnikow
- 2010: Mainz, Landtag Rheinland-Pfalz
- 2010: München, Galerie Richter&Masset „the rise of underground art in europe“
- 2003: Neustadt an der Weinstraße, Saalbau Galerie

## Auszeichnungen & Stipendien (Auswahl)
- 2014: „Best animated Shortfilm“, International Film Awards, Berlin
- 2013: Nominierung für den „Pfalzpreis für Malerei“, Museum Pfalzgalerie Kaiserslautern
- 2011: Internationaler Förderpreis Galerie Richter&Masset, München
- 2010: „Zeig deine Kunst“ internationaler Förderpreis, Galerie Richter&Masset, München
- 2010: Regionaler Förderpreis, La.Meko Filmfestival Landau
- 2010: Gewinner des internationalen Förderpreises Villa Böhm, Kunstverein Neustadt e. V.
- 2009: Heinrich-von-Zügel-Stipendium für Malerei der Stadt Wörth
- 2009: Gewinner des Förderpreises Pfälzer Kunstfreunde e. V., Kunsthalle Herrenhof
- 2007: Gewinner Kunstwettbewerb der „Researchers Night“, Johannes Gutenberg-Universität Mainz